# Isaiah Simmons
Isaiah Simmons (Omaha, 26 luglio 1998) è un giocatore di football americano statunitense che milita nel ruolo di linebacker per i New York Giants della National Football League (NFL).

## Carriera universitaria
Simmons non scese in campo nella sua prima stagione a Clemson nel 2016. Come safety nel 2017 disputò 14 partite con 49 tackle e un sack. Nel 2018 fu spostato nel ruolo di linebacker. In 15 partite fece registrare 97 tackle, 1,5 sack e un intercetto. Nel 2019 decise di fare ritorno a Clemson invece di dichiararsi eleggibile per il Draft NFL 2019. A fine stagione fu premiato con il Butkus Award come miglior linebacker della nazione. Dopo la laurea annunciò che si sarebbe dichiarato eleggibile per il Draft NFL 2020 rinunciando all'ultimo anno nel college football. Durante i suoi anni a Clemson, Simmons si mise in mostra per la sua versatilità, scendendo in campo come linebacker, defensive end, cornerback e safety.

### Vittorie e premi
- Butkus Award (2019)
- Campione NCAA (2018)
- Campione ACC (2018, 2019)

## Carriera professionistica

### Arizona Cardinals
Simmons fu scelto nel corso del primo giro (8º assoluto) del Draft NFL 2020 dagli Arizona Cardinals. Debuttò come professionista nella gara del primo turno contro i San Francisco 49ers mettendo a segno 3 tackle. A fine stagione fu inserito nella formazione ideale dei rookie dalla Pro Football Writers Association dopo avere fatto registrare 54 placcaggi, 2 sack, un intercetto e un fumble forzato.
Nella sua seconda stagione Simmons disputò tutte le 17 partite come titolare, con 105 placcaggi, un intercetto e 4 fumble forzati. L'anno successivo ebbe un nuovo primato personale di 4 sack.

### New York Giants
Il 24 agosto 2023 Simmons fu scambiato con i New York Giants per una scelta del settimo giro del Draft 2024. Nell'undicesimo mise a segno un intercetto su Sam Howell dei Washington Commanders, ritornando il pallone per 54 yard in touchdown.

## Palmarès
- PFWA All-Rookie Team - 2020